# Robert Earnshaw
Robert „Robbie“ Earnshaw (* 6. April 1981 in Mufulira, Sambia) ist ein ehemaliger walisischer Fußballspieler und heutiger -trainer. Sein Vater kommt aus Wales und seine Mutter aus Sambia. Seit 2016 ist Trainer der U-14-Junioren der Vancouver Whitecaps.

## Karriere

### Verein
Earnshaws erster Profiteam war der walisische Hauptstadtklub Cardiff City. 1999 stieß der Angreifer in den Profikader des Vereins. Zuvor spielte er bereits in der Jugendabteilung der Bluebirds. Um ihm mehr Spielpraxis vermitteln zu können, wurde Earnshaw 2000 an Greenock Morton verliehen. Dort machte er allerdings nur drei Spiele. Nach seiner Rückkehr entwickelte sich der damalige Jungspieler zu einem Leistungsträger der Mannschaft und spielte sich in die Startformation. Im Sommer 2004 wechselte er zu West Bromwich Albion. Am 11. September 2004 gab er seine Pflichtspieldebüt für den neuen Klub. Bis zu seinem ersten Treffer für West Brom musste Earnshaw sieben weitere Spiele warten. Am 6. November 2004 steuerte er beide Treffer beim 2:2 seiner Mannschaft gegen das Team von Southampton bei. Durch einen Hattrick am 19. März 2005 wurde er der erste Spieler, der in allen vier englischen Profiligen einen solchen erzielen konnte. Obwohl er in seinem ersten Jahr bei Bromwich meist die Jokerrolle innehatte, war Earnshaw mit 14 Toren bester Angreifer des Teams. Für seine guten Leistungen wurde er mit der Ronnie Allen Trophy ausgezeichnet. Durch die Verpflichtungen von Diomansy Kamara und Nathan Ellington wuchs die Konkurrenz im Folgejahr. Aus diesem Grund entschied sich der Waliser im Januar 2006 zu Norwich City zu wechseln. Dort spielte er sich wieder in die Startelf und erzielte regelmäßig Tore für Norwich.
Am 29. Juni 2007 unterzeichnete Earnshaw bei Derby County. Mit einer Ablösesumme von 3,5 Millionen £ wurde er der zu diesem Zeitpunkt teuerste Transfer der Vereinsgeschichte. Am 11. August 2007 kam er zu seinem Debüt im Dress des neuen Arbeitgebers. Nach weniger als einem Jahr trennten sich Spieler und Verein wieder. Im Gegensatz zu seinen vorherigen Stationen konnte sich der Stürmer bei Derby County nicht durchsetzen und erzielte nur einen Ligatreffer. Im Mai 2008 sicherte sich Nottingham Forest für 2,65 Millionen £ die Dienste des kleinen dribbelstarken Spielers. Dort fand Earnshaw wieder zu alter Stärke zurück. In seiner ersten Saison für den neuen Verein erzielte er in 32 Spielen 12 Tore und wurde damit bester Torschütze seiner Mannschaft in der Football League Championship 2008/09. Am Ende der Spielzeit erreicht Forest knapp den Klassenerhalt unter dem neuen Trainer Billy Davies, der im Laufe des Jahres Colin Calderwood abgelöst hatte. Die Saison 2009/10 verlief für den Verein deutlich positiver mit einem dritten Platz in der regulären Saison. Der Aufstieg in die Premier League wurde durch zwei Niederlagen in der ersten Play-off-Runde gegen den FC Blackpool jedoch verpasst. Earnshaw erzielte 17 Tore in 34 Ligaspielen und wurde damit erneut bester Scorer seines Teams. Am 5. Dezember 2009 gelang ihm beim 5:1-Heimsieg über Leicester City sein erster Hattrick für seinen neuen Verein. Nach einem erneut knapp verpassten Aufstieg in der Football League Championship 2010/11 lief der Vertrag von Earnshaw (34 Spiele/8 Tore) aus. Das reduzierte Angebot des Vereins für eine Vertragsverlängerung lehnte er ab und wechselte ablösefrei zu Cardiff City.
Am 20. September 2012 wechselte Earnshaw auf Leihbasis nach Israel zu Maccabi Tel Aviv. Zwischen 2013 und 2015 spielte er beim Toronto FC, FC Blackpool und Chicago Fire, ehe er zu den Vancouver Whitecaps wechselte. Dort beendete er seine Karriere im Januar 2016. Anschließend begann er bei den Whitecaps ein Engagement als Trainer der U-14-Junioren sowie als Offensiv-Trainer.

### Nationalmannschaft
Von 2002 bis 2012 gehörte Earnshaw regelmäßig dem Kader der walisischen Nationalmannschaft an. Sein Debüt gab er 2002 in einem Freundschaftsspiel. Am 14. Mai 2002 stand Earnshaw bei seinem Premierenspiel für die A-Nationalmannschaft in der Startelf der Waliser. Beim 1:0-Sieg im Millennium Stadium in Cardiff gegen Deutschland erzielte er den Siegtreffer für seine Mannschaft.

## Erfolge
- Gewinn der Football League Second Division mit Cardiff City: 2003